# De kleur van de liefde
De kleur van de liefde (originele titel: sevişmenin rengi) is het autobiografische werk van de Turkse schrijfster en eigenares van de homo/lesbische club Homolulu, Güner Kuban. Het boek werd in 1983 uitgegeven in Istanbul door de uitgeverij Kazancı Matbaacılık. In 1993 werd het boek naar het Nederlands vertaald door Thijs Rault, waarna het werd uitgegeven door De Geus.

## Achtergrond
Het boek was een poging van Kuban om het taboe rond homoseksualiteit in Turkije te doorbreken. Dit lukte, aangezien het boek veel discussie over homoseksualiteit veroorzaakte in Turkije. Veel Turkse lesbiennes schreven de auteur brieven met vragen, dankuitingen en verhalen over hun eigen leven. Volgens Kuban 'zou er niets effectiever zijn tegen de heersende houding tegenover homoseksualiteit in Turkije dan een boek waarin het leven van een homoseksueel op een hele eerlijke wijze wordt beschreven.'

## Samenvatting
Het boek betreft een vrouw (Güner Kuban), die lijdt aan een ernstig geheugenverlies in een ziekenhuis in Frankrijk. In de loop van het verhaal reconstrueert de behandelend arts uit haar aantekeningen en verhalen van haar vrienden haar levensverhaal.

## Indeling
Het boek is een raamvertelling, met de ziekenhuiskamer als hoofdverhaal. Verder bevindt het boek zich in Istanbul en Amsterdam. 